# Cartoon Network (Alemanha)
Cartoon Network Alemanha é um canal de televisão por assinatura alemão que pertence a Turner Broadcasting System Europe, sob a marca internacional do Cartoon Network. Dedicada ao público infanto-juvenil. Tem sua sede em Munique, Alemanha. Cartoon Network costumava usar os bumpers da cidade, mas agora usa o tema box. Cartoon Network está disponível na Alemanha, Áustria e Suíça. Programação também vai ao ar na Pokito, RTL II, Kabel eins, ORF1, Super RTL e ProSieben. Cartoon Network rebatizada no 25 de novembro de 2010 às 12:00.
Em agosto de 2013, SES Platform Services ganhou um concurso internacional pela Turner Broadcasting System, para fornecer serviços playout para Cartoon Network, e para Boomerang, TNT Glitz, TNT Film e TNT Serie (tanto em SD e HD) para o mercado de língua alemã, digitalização dos conteúdos existente pela Turner, e playout para Turner on-demand e serviços de catch-up na Alemanha, Áustria, Suíça e região de Bruxelas, a partir de novembro de 2013.

## História
Cartoon Network lançado na Alemanha em 3 de setembro de 2005, como um bloco de programação nas manhãs de sábado pelo canal Kabel eins. Em junho de 2006, um Boomerang Alemanha foi lançado e este foi seguido pelo lançamento simultâneo do Cartoon Network Alemanha como um canal de 24 horas e TCM Alemanha em 5 de dezembro de 2006.
Após ao anúncio importante da empresa Turner Broadcasting System alemão em setembro de 2011, lança o canal em HD, em 15 de outubro de 2012.  No lançamento, 70% dos programas são transmitidos em HD cujas produções em transmissão local "Cartoon Network Spurensuche - Schnitzeljagd war gestern"!

## Logo

O antigo logo do Cartoon Network utilizado desde 5 de dezembro de 2006 até 25 de novembro de 2010.
O logo actual do Cartoon Network, que é utilizado desde 25 de novembro de 2010.